# Starrtjärnen (Sorsele socken, Lappland)
Starrtjärnen är en sjö i Sorsele kommun i Lappland och ingår i Umeälvens huvudavrinningsområde.